# Pont de la Mar

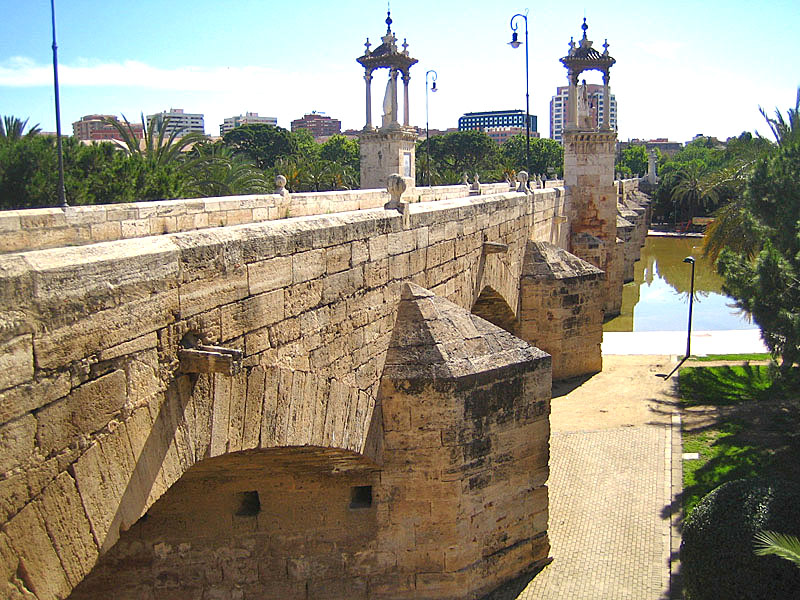
Pont de la Mar, vist des del marge sud del riu

El pont de la Mar o pont del Mar és un pont de València que creua el riu Túria i connecta els barris de Mestalla i el Pla del Remei. Relaciona, doncs, el passeig de l'Albereda amb la plaça d'Amèrica i el passeig de la Ciutadella. És un pont exclusivament per als vianants, i és dels considerats històrics, ja que va ser construït el 1591, després que una riuada en destruí l'anterior.
El pont és un dels històrics de la ciutat, i és l'únic que se situa a desnivell amb els carrers fitants. Concretament, penja a quatre metres per damunt de les ribes del riu, ja que en construir-se el pont d'Aragó als anys 30, aquest es va fer per a vianants i s'encarregà de les obres l'arquitecte Xavier Goerlich. És, per tant, accessible només a peu, mitjançant una sèrie d'esgraons disposats en forma de ventall al voltant dels dos caps del pont. L'estructura mateixa és feta sencerament de pedra blanca, tallada en rajoles i blocs de grans dimensions que alhora es troben una mica desgastats pel temps.

## Estructura

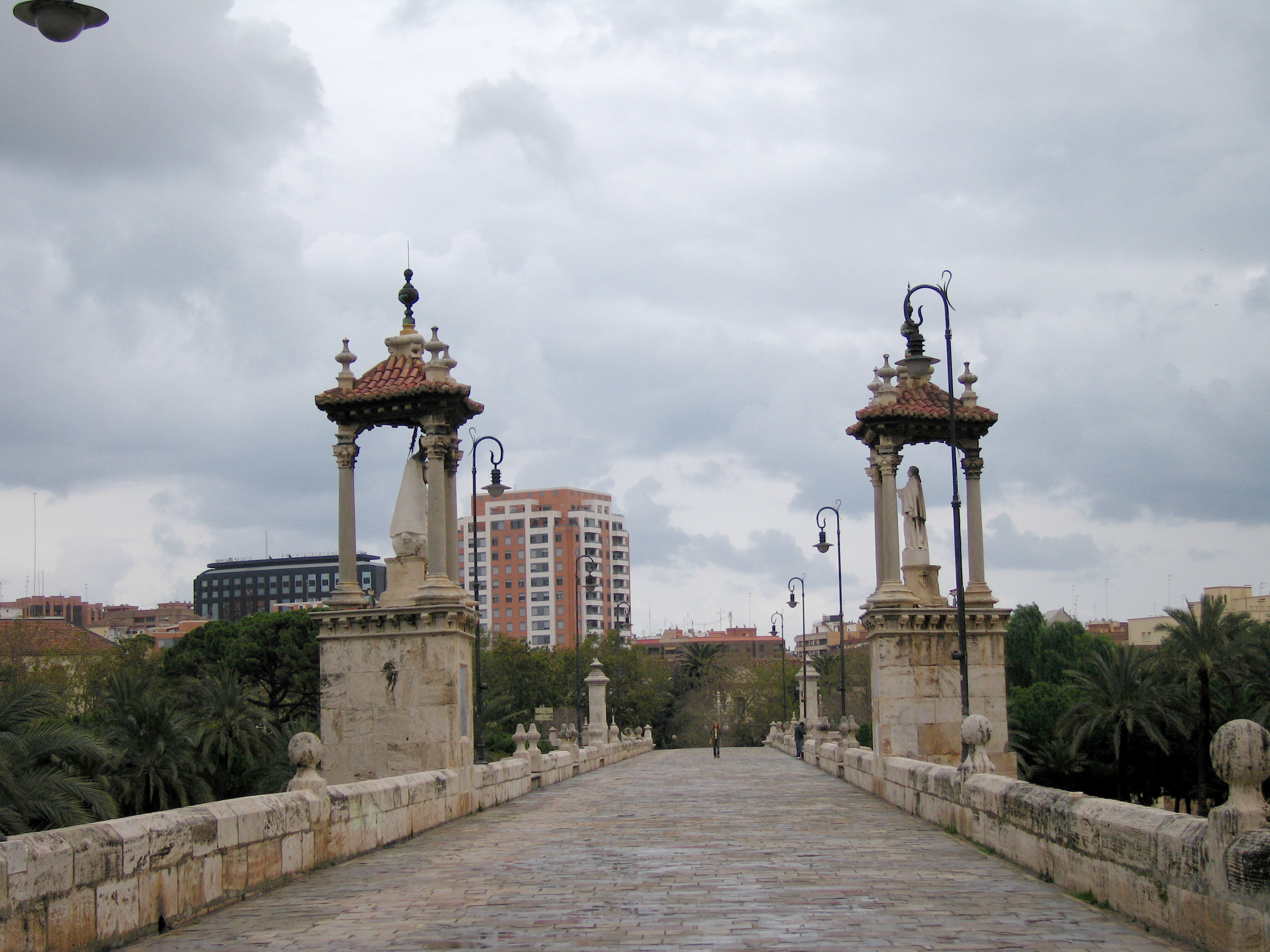
Pont de la Mar. Vista de la calçada

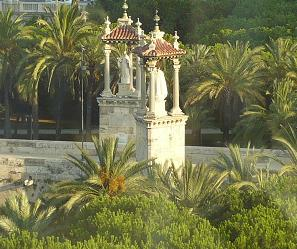
Les torretes del pont

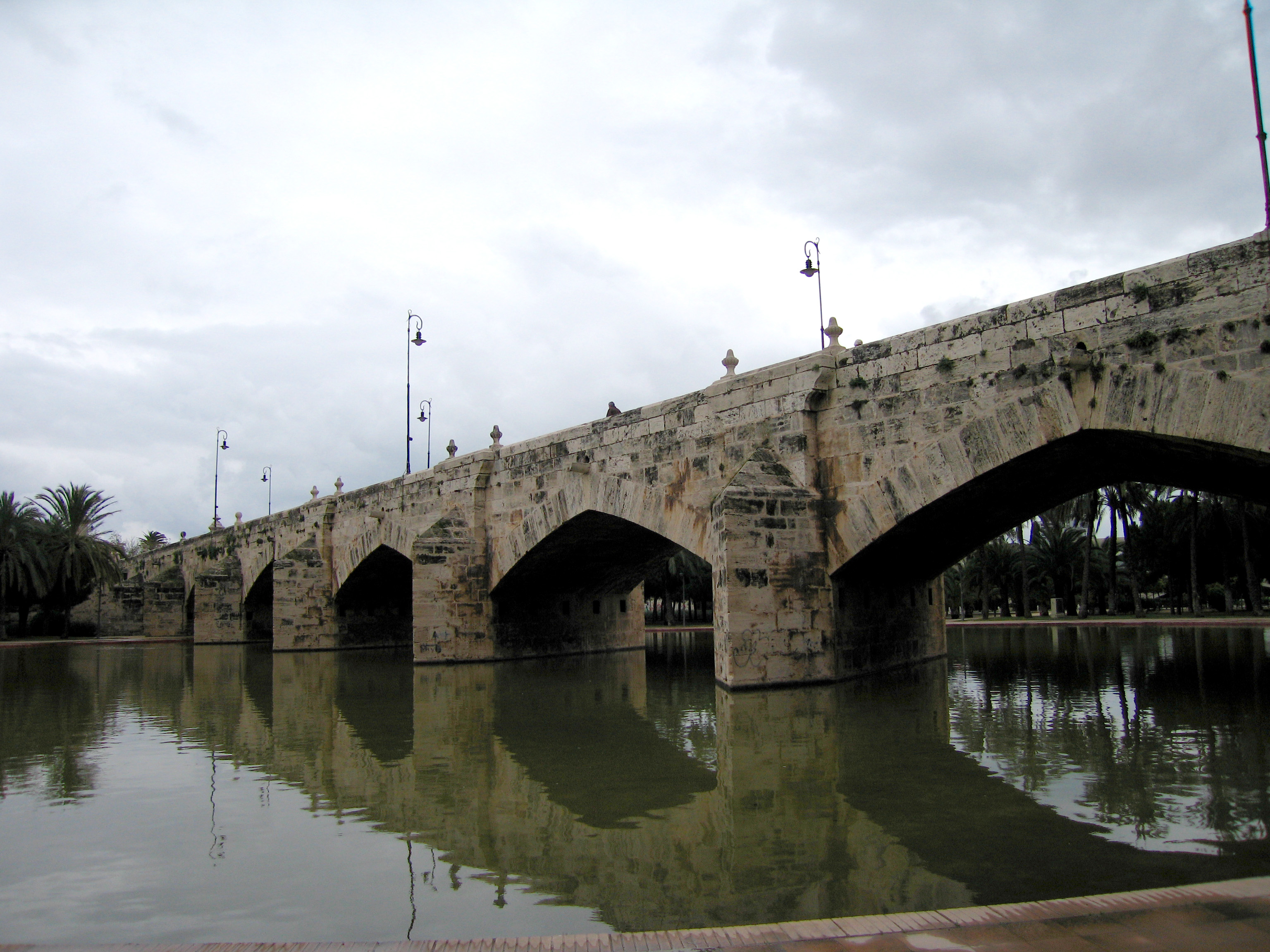
Pont de la Mar

Atès que el pas de cotxes o bicis hi és prohibit, i de fet físicament impossible, sorprèn la gran amplària del pont: al voltant de sis metres i mig. Una altra sorpresa és la posició relativa al riu: el creua diagonalment, i és, doncs, més llarg del que és estrictament necessari. És sostingut per una sèrie de nou baluards gruixuts i allargats que fan tot l'ampli del pont. És interessant notar que, tot i que el pont creua el Túria en diagonal, els pilars sobre els quals recolza són orientats en la mateixa direcció del riu i, per tant, en diagonal a la coberta del pont. A més a més, cada baluard acaba en cada extrem en forma d'una «v» enorme. Aquest motiu és habitual en els ponts medievals perquè, en continuar fins a la part transitable del pont, hi crea un lloc de pas, però en el cas del pont de la Mar, no se’ls aprofita, sinó que acaben abans d'arribar a dalt de tot. D'altra banda, l'amplària de la calçada és tanta que no caldria en cap cas un lloc de pas. Sembla, doncs, un element més aviat decoratiu que, tanmateix, dona una forma més feixuga al que, d'altra manera, és una estructura bastant esvelta. Aquests nou baluards, que prenen la forma de parets més àmplies que altes, es reparteixen en fila índia al llarg del pont; entre cada un, es produeix un suau arc gòtic amb una punta bastant subtil. Just a sobre de cadascuna d'aquestes puntes hi ha un desguàs. Arran de la passarel·la, la posició de cada pilar és indicada per una petita esfera de pedra damunt de la barana. Gairebé tots els dies, especialment els caps de setmana, es pot observar escaladors individuals o en grups grimpant per un d'aquests pilars, els quals són especialment idonis per a aquesta afició gràcies a la seua superfície foradada, que fa l'escalada practicable sense gaire dificultat.

## Bancs
Les vistes des del pont són agraciades pel dens bosc de pins i palmeres que pobla aquest tram del riu, i els edificis moderns del palau de la Música i la Ciutat de les Arts i les Ciències a l'est i els ponts de les Flors i de l'Exposició a l'oest. En conseqüència, no és estrany que al punt mitjà del pont hi haja una sèrie de bancs per a asseure-s'hi, tallats en la mateixa pedra de la barana a cada costat, i orientats cap al centre del pont.

## Templets

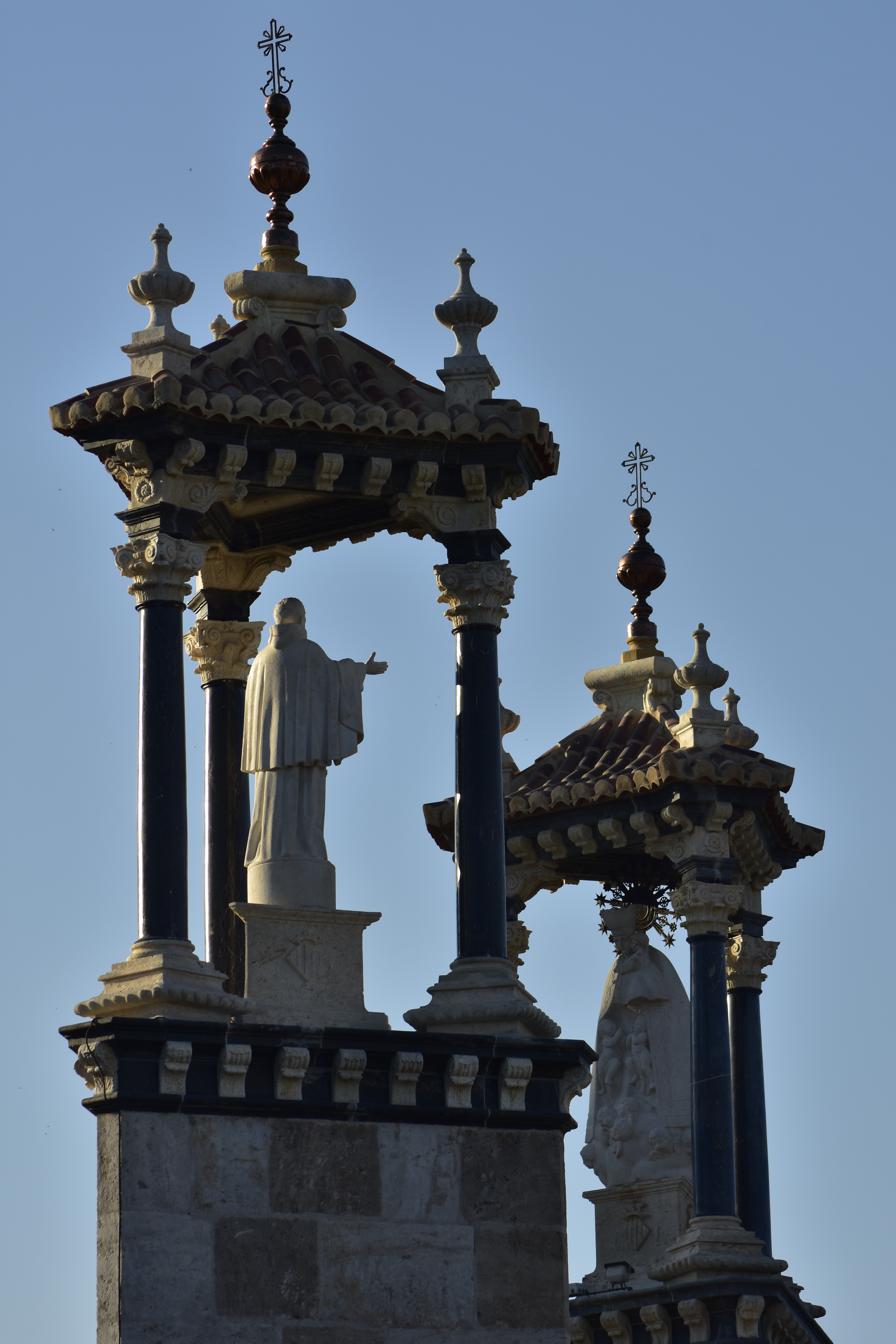
Els templets del pont de la Mar després de la neteja acabada al 2016

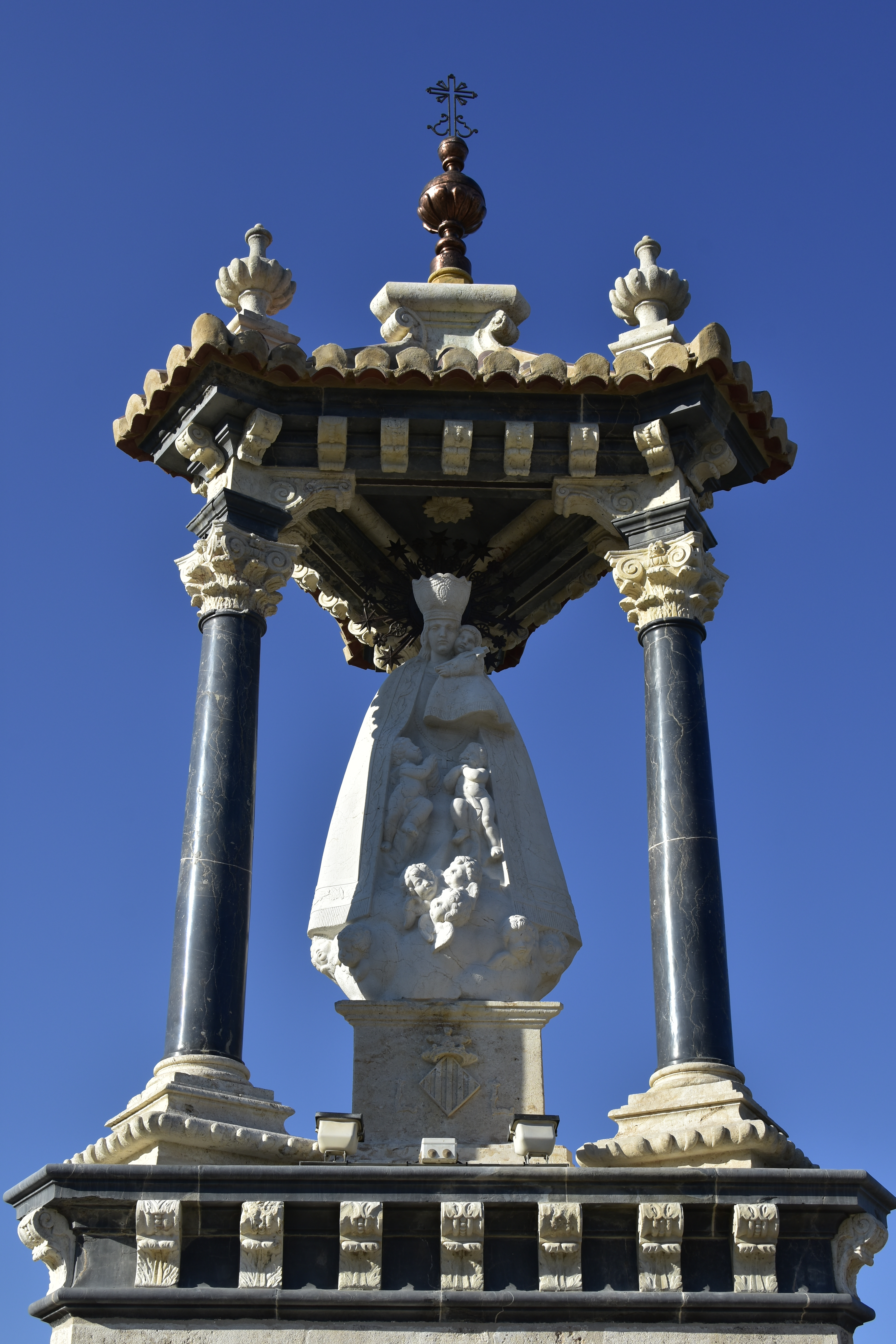
Templet de la Marededeu dels Desemparats després de la neteja acabada en setembre de 2016

Hi destaquen dos templets triangulars, situats a banda i banda de la coberta del pont i poc després d'entrar-hi des del sud, que sobresurten del segon dels nou pilars. Es troben al mateix nivell, doncs, a cada banda de la calçada, i cadascú conté una escultura religiosa (l'un de sant Pasqual Bailon, obra del vila-realenc Josep Pasqual Ortells López, i l'altre de la Mare de Déu dels Desemparats, obra del valencià Vicent Navarro Romero), acompanyada d'una inscripció en la base. Els templets són esvelts i alts, amb tres columnes primes de pedra negra de les Alcubles coronades per una teulada més aviat decorativa que aixopluga l'estàtua que hi ha a sota; acabats de netejar en setembre del 2016, llueixen ara amb els colors originals. A cada cap del pont, tot just on acaben les escales que hi donen accés, hi ha dos bancs amples dels quals naixen dues columnes de poca alçària que sostenen dos fanalets cada una. Tot això dona un aspecte barroc al conjunt que, d'altra manera, aposta més per al monumentalisme del gòtic tardà. L'afegit més recent han sigut els nous fanalets, que imiten un estil clàssic. Són de ferro pintat de negre i se suspenen d'uns pals alts i molt prims que naixen de la barana primer a un costat i després a l'altre, fins i tot topant amb els templets.

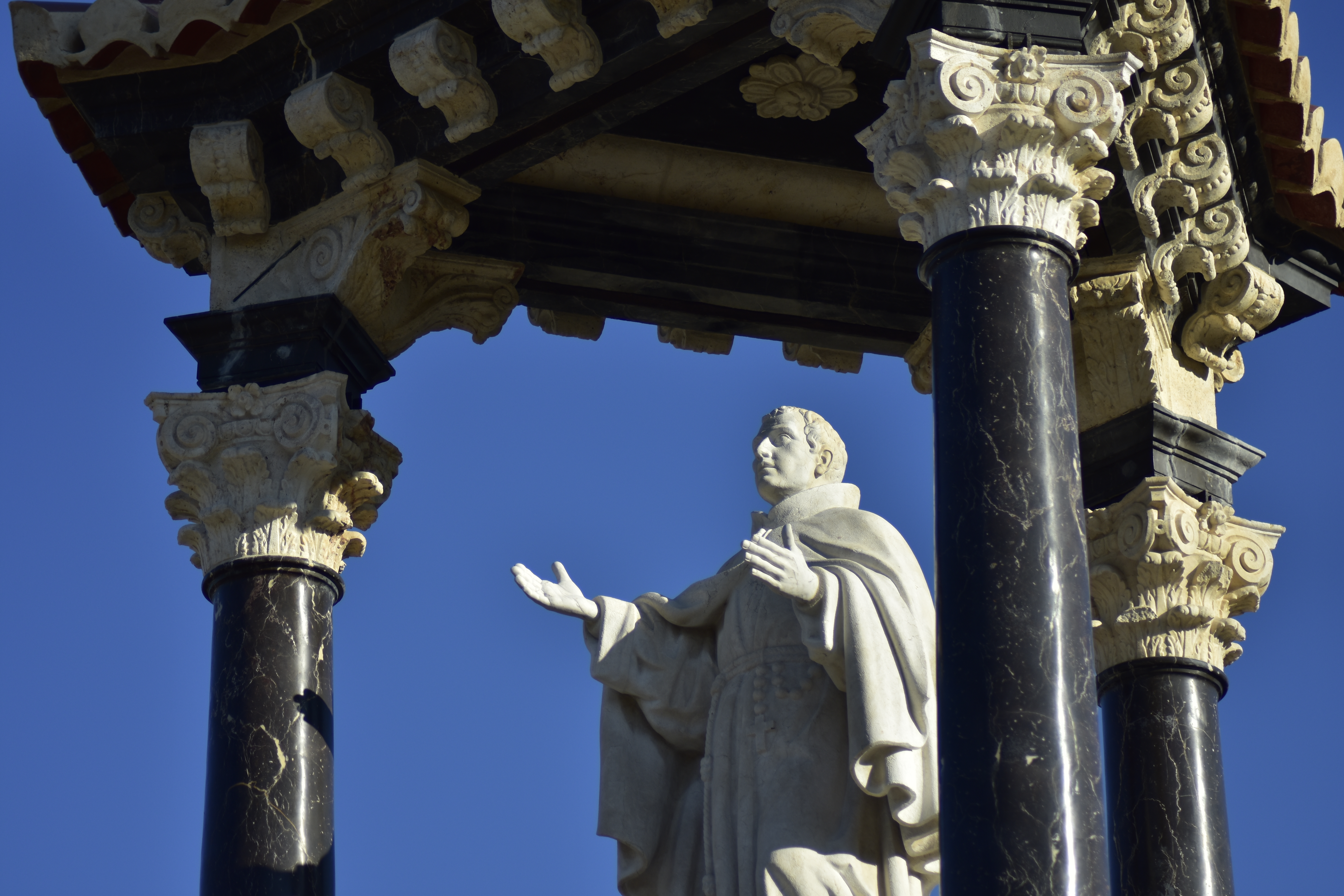
Templet de Sant Pasqual després de la neteja acabada en setembre de 2016 (detall)

## Estany
Finalment, cal assenyalar que el pont, que abans superava un ampli i cabalós riu, és ara un dels pocs ponts de la ciutat que encara passa per damunt d'aigua: en aquest cas, sobrepassa un estany artificial de forma rodona i de poca profunditat que ofereix uns reflexos impressionants del pont tant de nit com de dia. Al voltant d'aquest estany i el pont, hi ha un petit palmerar.